# Benjamin Verbič
Benjamin Verbič, född 27 november 1993, är en slovensk fotbollsspelare som spelar för Panathinaikos.

## Klubbkarriär
Den 23 december 2017 värvades Verbič av Dynamo Kiev, där han skrev på ett femårskontrakt.

## Landslagskarriär
Verbič debuterade för Sloveniens landslag den 30 mars 2015 i en 1–0-förlust mot Qatar.